# Juan Cristóbal González
Juan Cristóbal González Quesada mieux connu dans le milieu de l'art sous le nom de Juan Cristóbal est un sculpteur espagnol né à Ohanes en 1897 et décédé le 19 septembre 1961 à Cadalso de los Vidrios,. 
Ce dernier réalisa de nombreux monuments publics et sculptures présentes en milieu urbain en Espagne, travaillant dans un style combinant à la fois réalisme, symbolisme et influences de l'art de la tradition (Quattrocento italien et hellénisme).

## Galerie

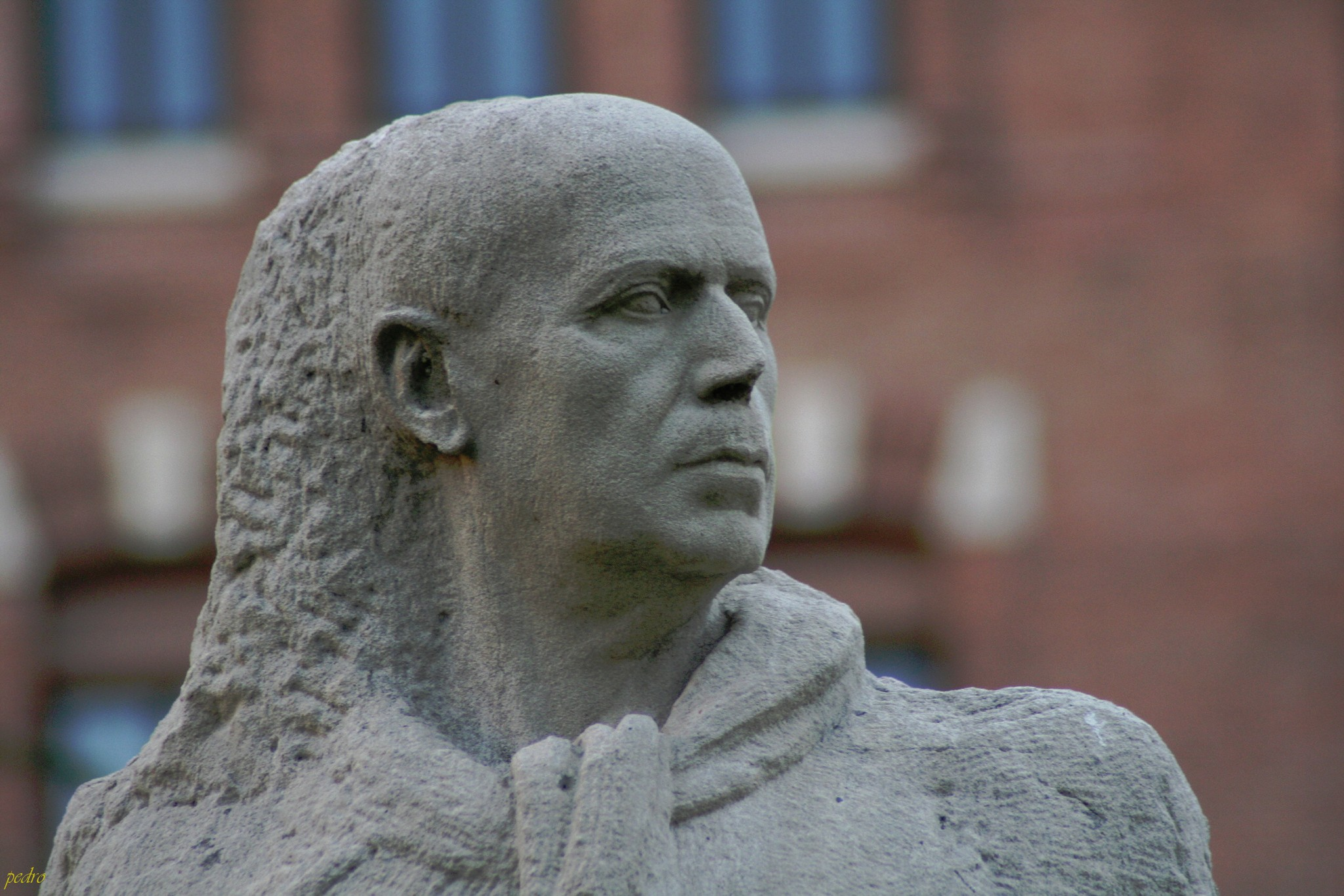
Monument au peintre Ignacio Zuloaga, Madrid
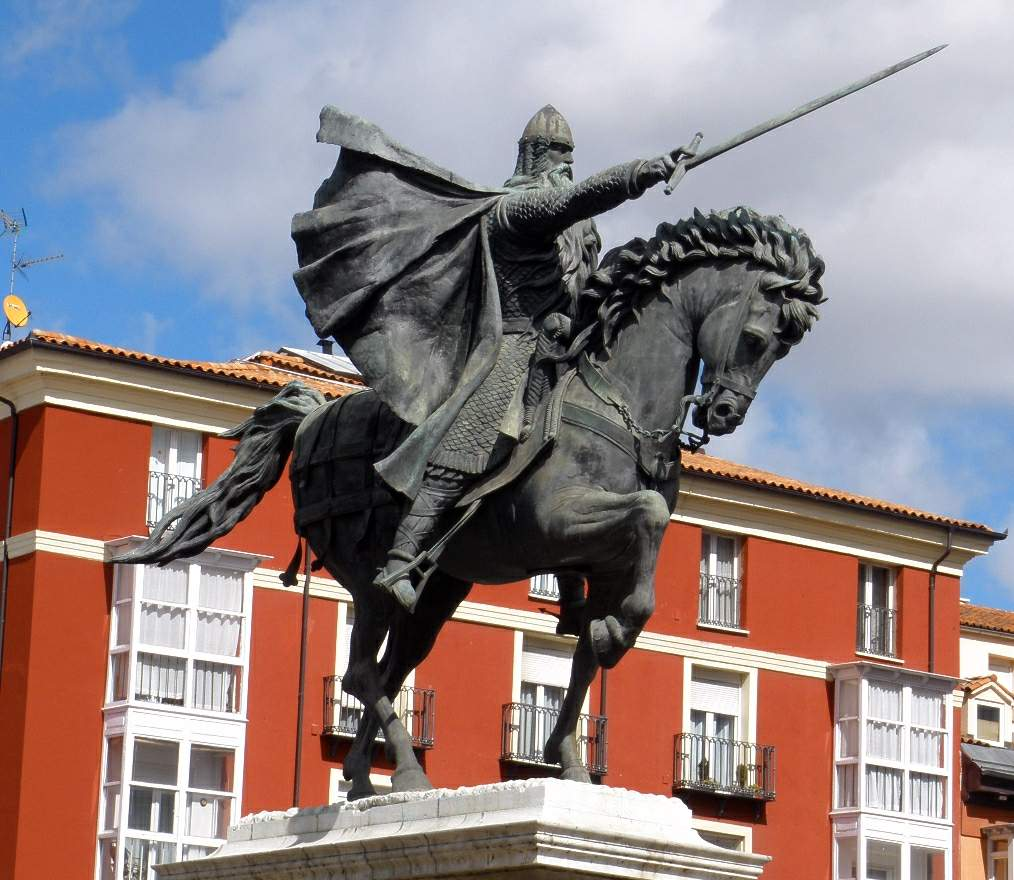
Statue du Cid, 1955 Burgos.
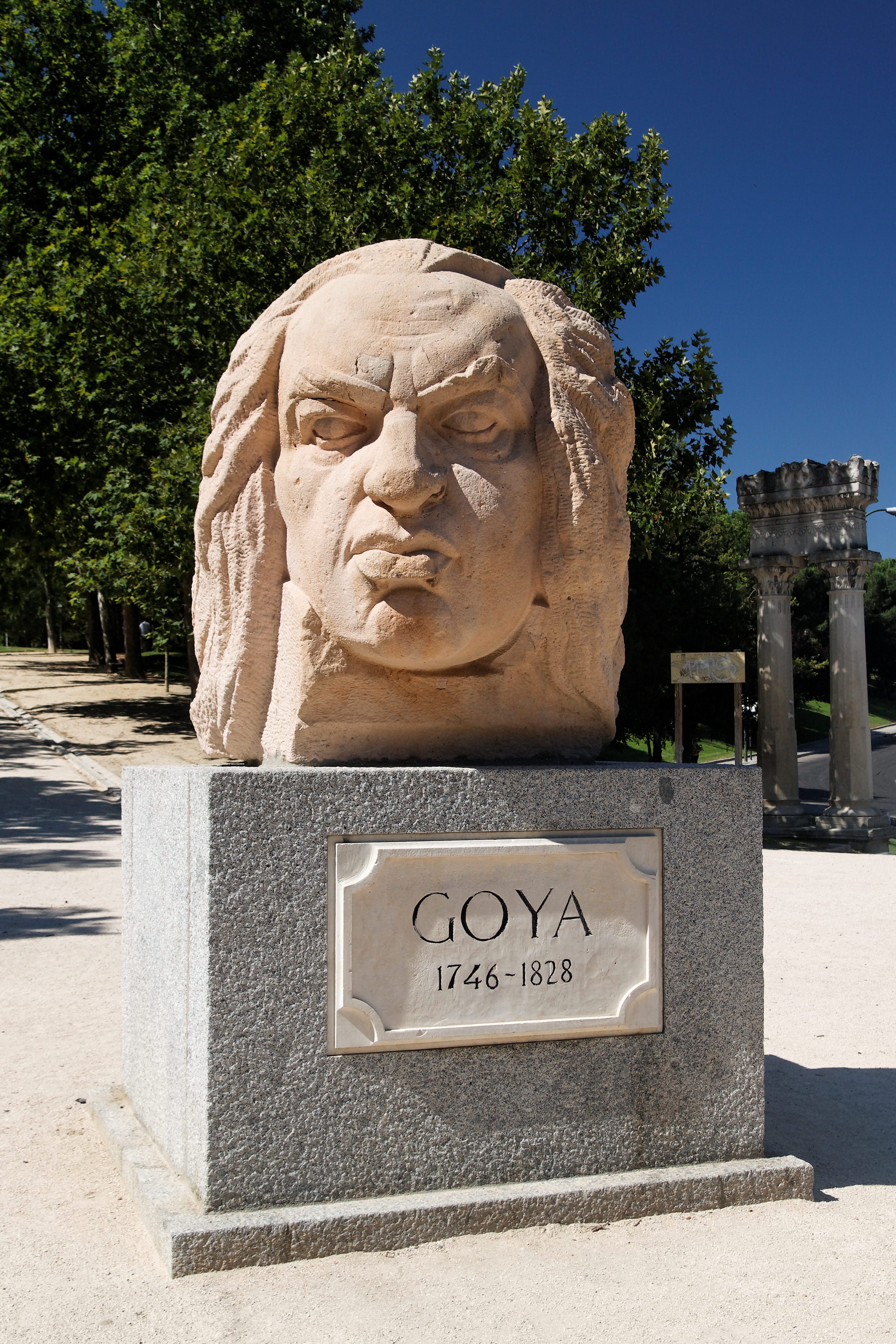
Monument à Goya, 1932 Madrid